# Brief an die Alexandriner
Der Brief an die Alexandriner, ein möglicherweise pseudoepigraphischer Brief an die Christen in Alexandria – angeblich von Paulus von Tarsus verfasst – wird im Kanon Muratori, einer der frühesten Publikationslisten kanonischer Texte des Neuen Testaments, erwähnt. Sichere Nachweise über diesen Brief gibt es aber nicht.
Der anonyme Autor des Kanon Muratori nennt zwei Briefe, die nicht Paulus als Autor zuzuschreiben seien, den Laodizenerbrief und den Brief an die Alexandriner. Er weist explizit darauf hin, dass der Brief „im Namen des Paulus gefälscht“ worden sei und dass es sich um eine Häresie von Marcion bzw. den Marcioniten handele. Allerdings ist dieser Kommentar in seinem grammatischen Bezug nicht eindeutig.
Das Muratorische Fragment wurde von seinem Namensgeber, Ludovico Antonio Muratori, in einem aus dem 8. Jahrhundert stammenden Sammelkodex entdeckt, den die Biblioteca Ambrosiana von der Abtei Bobbio übernommen hatte. Muratori publizierte die Sammlung erstmals als Kanon Muratori im Jahr 1740. Es handelt sich dabei wahrscheinlich um eine im 4. oder 5. Jahrhundert erfolgte lateinische Übersetzung einer griechischen Vorlage aus der zweiten Hälfte des 2. Jahrhunderts. Der Text dürfte in Rom erstellt worden sein und ist ein sehr frühes Zeugnis für den Prozess der Etablierung eines neutestamentlichen Kanons. Da die ersten Zeilen am Anfang fehlen, spricht man vom Muratorischen Fragment.
Der Theologe Theodor Zahn glaubte, im Sakramentar und Lektionar von Bobbio (Paris Bib Kat., Lat. 13246) ein Fragment des Briefes an die Alexandriner in Form einer Epistellesung gefunden zu haben. Es trägt den Titel Paulus an die Kolosser, entstammt aber weder diesem noch einem anderen bekannten Paulusbrief.